# The Access Survey
Access Survey är en årlig undersökning av funktionshindrade personer i Storbritannien som utförs av Euan's Guide, en välgörenhetsorganisation som arbetar med tillgänglighet för funktionshindrade. Access Survey genomfördes för första gången 2014 och samlar in information om funktionshindrade personers erfarenheter av och attityder till tillgänglighet i Storbritannien. Resultaten av Access Survey har använts för att utforma tillgänglighetspolitiken inom turistsektorn.

## Historia
Undersökningen genomfördes för första gången i oktober 2014 och genomförs årligen. Undersökningen utformades i syfte att bättre förstå funktionshindrade personers erfarenheter av tillgänglighet. Resultaten används av turistsektorn för att utforma tillgänglighetspolitiken och guider för organisationer, inklusive de offentliga organen VisitScotland och VisitBritain.
Undersökningen avslöjar också eventuella framsteg som gjorts när det gäller tillgänglighet. Sedan 2014 har man i Access Survey konsekvent frågat var funktionshindrade personer letar efter information om tillgänglighet när de besöker en plats för första gången och vilka typer av platser som ger bäst tillgänglighet.
Tillgångsundersökningen sköts upp 2020 på grund av COVID-19-pandemin, och i stället genomförde Euan's Guide en COVID-19-enkät för att fastställa både vad funktionshindrade personer som besöker ställen oroar sig för och vilka försiktighetsåtgärder de hoppas att ställen ska vidta.
I den senaste tillgänglighetsundersökningen 2021 har man frågat funktionshindrade personer om tillgängligheten har förbättrats eller försämrats på grund av COVID-19-pandemin. Man fokuserar också på tillgängliga toaletter och hur viktiga de är för vardagen.
Från och med 2021 stöds undersökningen av Motability Operations.